# 今日は歌の日
『今日は歌の日』（きょうはうたのひ）は、アメリカ合衆国のテレビ番組『セサミストリート』のエピソード（シーズン32の第3952話）。アメリカでは2001年2月20日、日本では2002年11月2日にNHK教育で放送。

## あらすじ
今日は歌を歌う日、住民たちは「セサミストリートのテーマ」、ギャビーは「ドライブに行こう」を歌ったり、マリアは「コンガ数え歌」を歌っていた。

## 登場人物
吹き替え声優はNHK版
- アラン（吹替:真殿光昭）
- マリア（吹替:堀越真己）
- ギャビー（吹替:堀越真己）
- リンダ・ボーヴ

キャラクター
- ビッグバード（吹替:真殿光昭）
- エルモ（吹替:落合弘治）
- ルル（吹替:堀越真己）
- テリー（吹替:玄田哲章）
- グローバー（吹替:落合弘治）
- ゾーイ（吹替:玉川砂記子）
- バート（吹替:落合弘治）
- オスカー・ザ・グラウチ（吹替:大川透）
- クッキーモンスター（吹替:大川透）
- ロジータ（吹替:滝沢ロコ）

- スージー・カブルージ（吹替:堀越真己）

ゲスト俳優
- パティ・ラベル
- ネイサン・レイン
- ケイティ・クーリック（吹替:堀越真己）
- ベン・スティラー
- ガース・ブルックス
- R.E.M.
- マヤ・アンジェロウ（吹替:滝沢ロコ）
- フラン・ドレシャー
- コナン・オブライエン
- ノア・ワイリー
- ローズマリー・クルーニー
- ダグ・E・ダグ
- ヴァネッサ・ウィリアムズ
- トリシャ・ヤーウッド
- グロリア・エステファン（ゾーイのSing、日本語版のみ[2]）

ほか

## 仲間たちが歌った曲
- 「セサミストリートのテーマ」
フルバージョン、初放送は第3916話『ベビーベアの誕生日』。
- 「ハトとゴミ箱とクッキー」
歌 - バート、オスカー、クッキーモンスター
日本の放送ではカットされた。
- 「ドライブに行こう」
歌 - ギャビー（吹替:堀越真己）
- 「コンガ数え歌」
歌 - マリア（吹替:堀越真己）
- 「Danny's Birthday」
歌 - ロジータ（吹替:滝沢ロコ）
- 「I Heard My Dog Bark」
歌 - アラン（吹替:真殿光昭）

## 今週の文字と数字
今週の文字と数字についてはエルモ（吹替:落合弘治）が伝えた。
- 文字のZ
- 数字の16